# بات باري
بات باري (بالإنجليزية: Pat Barry)‏ هو فنان قتال مختلط أمريكي، ولد في 7 يوليو 1979 في نيو أورلينز في الولايات المتحدة.

## وصلات خارجية
- الموقع الرسمي
- بات باري على موقع يو إف سي (الإنجليزية)
- بات باري على موقع شيردوغ (الإنجليزية)
- بات باري على موقع Tapology.com (الإنجليزية)
- بات باري على موقع IMDb (الإنجليزية)
- بات باري على موقع قاعدة بيانات الفيلم (الإنجليزية)